# إغور غولبان
إغور غولبان (بالروسية: Голбан, Игорь Валерьевич)‏ (31 يوليو 1990 بسوتشي في روسيا - ) هو لاعب كرة قدم روسي في مركز الدفاع. شارك مع منتخب روسيا تحت 21 سنة لكرة القدم. أما مع النوادي، فقد لعب مع شينيك ياروسلافل ولوكوموتيف موسكو ونادي سيغما أولوموتس وFC Zhemchuzhina-Sochi ‏ وFC Kokand 1912 ‏ وFC Sochi 2013 ‏ وFC Sochi-04 ‏ ونادي خيمكي.

## روابط خارجية
- إغور غولبان على موقع قاعدة بيانات كرة القدم.إي يو (الإنجليزية)
- إغور غولبان على موقع ناشيونال فوتبول تيمز (الإنجليزية)
- إغور غولبان على موقع Soccerway.com (الإنجليزية)
- إغور غولبان على موقع عالم كرة القدم.نت (الإنجليزية)